# Glendronach
Glendronach je skotská palírna společnosti Pernod-Ricard nacházející se ve vesnici Forgue poblíž Huntly v hrabství Aberdeenshire, jež vyrábí skotskou sladovou whisky.

## Historie
Palírna byla založena v roce 1826 Jamesem Allardicem. Tato palírna v roce 1837 vyhořela a hned na to byla prodána. V roce 1920 až 1940 byla v majetku rodiny Grantových a v roce 2005 je vlastníkem společnost Pernod-Ricard. Produkuje whisky značky Glendronach, což je 12letá whisky s obsahem alkoholu 40%. Část produkce se používá do míchaných whisek Ballantine a Teachers. Tato whisky je nasládlá a chutná po sherry.